# بوتوند شتورتش
بوتوند شتورتش (Botond Storcz) هو لاعب أولمبي لرياضة كانو-كاياك من المجر. شارك في الأولمبياد الصيفي في 2000–2004، وفاز بما مجموعه 3 ميداليات.

## الميداليات
| ذهب | فضة | برونز | المجموع |
| 3   | 0   | 0     | 3       |

## روابط خارجية
- بوتوند شتورتش على موقع اللجنة الأولمبية الدولية (الإنجليزية)
- بوتوند شتورتش على موقع أوليمبيديا (الإنجليزية)